# ویتبرد
ویتبرد (به انگلیسی: Whitbread) شرکت بریتانیایی و چندملیتی است، که در زمینه هتلداری و مدیریت بر کافی‌شاپ‌ها و رستوران‌های زنجیره‌ای فعالیت می‌کند.
شرکت ویتبرد در سال ۱۷۴۲ توسط ساموئل ویتبرد و توماس شیول تأسیس شد. بزرگترین برند این شرکت پرمیر این است، که با در اختیار داشتن ۶۳۰ هتل با بیش از ۴۰٫۰۰۰ اتاق، بزرگترین شرکت هتل‌داری بریتانیا می‌باشد.
دومین برند ویتبرد؛ کاستا کافی نام دارد، که مالک شبکه‌ای از ۱٫۶۰۰ کافی‌شاپ در ۲۵ کشور است و به‌عنوان دومین شبکه کافی‌شاپ‌های زنجیره‌ای جهان شناخته می‌شود.
شرکت ویتبرد همچنین دارای چندین برند مشهور در زمینه رستوران‌های زنجیره‌ای است، که به‌عنوان نمونه می‌توان به بیفیتر گریل، تیبل تیبل و تیبارنز اشاره کرد.
دفتر مرکزی این شرکت در شهر دانستیبل، بریتانیا قرار دارد و بخشی از سهام آن در بازار بورس لندن معامله می‌شود.